# 2004년 독일 축구 국가대표팀 아시아 원정
2004년 12월에 있었던 독일 축구 국가대표팀의 아시아 원정은 독일의 위르겐 클린스만이 아시아 여행의 일환으로 일본, 대한민국, 태국의 3개국을 거치면서 실시한 친선 경기들이다. 아시아 여행 결과, 독일은 3전 2승 1패, 9득점 4실점을 기록하였다.
이 때, 독일은 일본, 태국과는 첫 만남이었고, 대한민국과는 세 번째 만남이었다. 대한민국의 경우 1994년 FIFA 월드컵 조별리그와 2002년 FIFA 월드컵 준결승전에서 만났는데, 앞 두 경기에서는 독일이 각각 3:2, 1:0으로 승리하였다.

## 對 일본 (12월 16일, 요코하마 국제 종합경기장)

### 경기 내용
이 경기는 양 팀의 첫 번째 A매치였다. 당시 일본은 2002년 FIFA 월드컵 16강, 2004년 AFC 아시안컵 우승 등의 성과로 한참 기세가 등등해져 있던 상태였고 독일은 UEFA 유로 2004에서 졸전 끝에 2무 1패로 탈락해 루디 푈러 감독을 경질하고 위르겐 클린스만 감독을 선임해 한참 세대교체 작업에 있던 상태였다. 이 경기에서 홈팀 일본은 나라자키 세이고 골키퍼가 골문을 지켰고 수비엔 타나카 마코토 - 산토스 알레산드로 - 카지 아키라 - 챠노 타카유키 포백 라인이 섰다. 미드필더에는 이나모토 준이치 - 오가사와라 미츠오 - 후지타 도시야 - 후쿠니시 다카시가 섰고, 공격진엔 스즈키 다카유키 - 다카하라 나오히로 투톱이 서는 4-4-2 포메이션으로 경기에 나섰다. 원정팀 독일은 올리버 칸 골키퍼가 골문을 지켰고 수비엔 크리스티안 슐츠 - 크리스티안 뵈른스 - 페어 메르테자커 - 파트리크 오보모옐라 포백 라인이 나섰다. 그리고 미드필더엔 미하엘 발라크 - 파비안 에른스트 - 베른트 슈나이더가 섰고, 공격진엔 게랄트 아사모아 - 미로슬라프 클로제 - 루카스 포돌스키가 서는 4-3-3 포메이션으로 경기에 나섰다.
경기가 시작되자 경기는 상당히 일방적으로 진행되었다. 전반전 내내 독일이 주도권을 잡고 일본을 밀어붙이며 공격적으로 나섰고 일본 선수들은 자기 진영에 잔뜩 웅크리며 수비하기에만 급급했다. 하지만 독일 선수들도 아직 몸이 덜 풀렸는지 슈팅의 영점 조정이 잘 안 되어 높이 뜨거나 일본 선수 몸에 맞고 빗나가며 득점을 올리지 못했다. 그리하여 전반전은 0 : 0으로 끝이 났다. 후반전에도 경기는 그대로 독일이 우세한 채로 계속 진행되었다. 그리고 후반 9분, 독일이 프리킥 찬스를 얻었고 키커로 나선 미하엘 발라크가 그대로 일본 골문으로 향하는 강력한 킥을 날렸으나 나라자키 세이고 골키퍼가 튕겨냈다. 하지만 볼이 그리 멀리 가지 못했고 일본 문전으로 쇄도하던 미로슬라프 클로제의 발 앞에 굴러왔다. 클로제는 곧바로 세컨드 볼을 잽싸게 밀어넣으며 선제골을 터뜨렸다. 1 : 0으로 앞서간 독일은 계속해서 일본의 골문을 향해 포격을 가했다. 후반 15분, 미로슬라프 클로제가 다시 한 번 득점을 기록할 뻔했으나 슈팅이 나라자키 세이고 골키퍼 손에 맞으며 힘이 약해졌고 힘없이 데굴데굴 구르던 볼은 그대로 골문 오른쪽으로 살짝 벗어났다.
후반 24분, 일본도 반격의 칼을 뽑으며 독일을 향해 공격을 시도했으나 독일 수비진에 커팅당했고 그대로 독일의 역습으로 이어졌다. 미하엘 발라크가 페널티 박스 좌측 외곽에서 곧바로 중거리 슛을 날렸고 이 볼이 그대로 일본 골문으로 빨랫줄처럼 날아가 꽂히며 점수는 2 : 0으로 벌어졌다. 2골 차로 뒤지게 된 일본은 이렇다 할 반격조차 하지 못하고 우왕좌왕하며 자기 진영에서 수비하기에만 급급했다. 일본은 계속해서 독일의 맹공에 맥을 못 추며 잇달아 결정적인 골 찬스를 허용했으나 나라자키 세이고 골키퍼의 선방으로 간신히 2점 차 점수를 지키고 있었다. 그리고 종료 직전 미로슬라프 클로제가 어정쩡하게 날린 슈팅이 나라자키 골키퍼의 선방에 막혔고 이 볼을 바스티안 슈바인슈타이거가 받아 우측의 게랄트 아사모아에게 패스했다. 아사모아는 다시 중앙의 클로제에게 패스했고 볼을 받은 클로제가 논스톱 오른발 슛을 날렸다. 볼은 골대를 맞추고 그대로 안으로 들어가며 골이 되어 3 : 0으로 점수가 벌어졌다. 그리고 그대로 경기가 끝나며 팬들의 예상대로 독일이 일본을 3 : 0으로 크게 꺾었다.
3일 후, 독일 대표팀은 한국으로 이동해 대한민국 축구 국가대표팀과 경기를 치르게 되는데 이 때 독일은 한국에 1 : 3으로 패배하고 말았다. 한국이 독일을 3 : 1로 이긴 사실은 그대로 일본에도 전해졌고 일본은 라이벌인 한국이 먼저 독일을 이긴 사실에 큰 자극을 받았는지 2006년 FIFA 월드컵이 열리기 직전인 2006년 5월 30일에 다시 한 번 독일과 평가전을 치르기로 했다. 이 때엔 독일 레버쿠젠에서 경기를 했다. 1년 5개월 전 홈에서 아무런 힘도 못 써보고 독일에 0 : 3으로 대패했던 일본은 의외로 이 때는 좀 더 짜임새 있는 모습으로 강해진 면모를 보이며 독일과 대등한 경기를 했다. 전반전을 0 : 0으로 비긴 뒤 후반 9분에 타카하라 나오히로가 선제골을 터뜨리며 오히려 일본이 앞서가기 시작했다. 그리고 후반 20분에 또 타카하라 나오히로가 추가골을 터뜨리며 일본이 2 : 0으로 점수를 벌렸다. 그러나 후반 중반 이후 일본 축구의 고질적인 문제였던 뒷심 부족과 체력 부족이 나타나며 독일의 대반격을 맞았고 후반 31분에 미로슬라프 클로제에게 만회골을 내주었고 불과 3분 후에 바스티안 슈바인슈타이거에게 동점골을 내주며 2 : 2로 비기고 말았다. 그 이후로 2019년까지 13년 동안 독일과 일본 양국 간 A매치는 없었다.

### 상세 정보
| 일본 | 0 - 3           | 독일                           |
| ---- | --------------- | ------------------------------ |
|      | 리포트 (독일어) | 클로제 54′, 90+2′ · 발라크 69′ |

| 일본 | 독일 |

| GK         | 1 | 나라자키 세이고 (주장) |     |     |
|            |   | 가지 아키라            |     |     |
|            |   | 자노 다카유키          |     |     |
|            |   | 다나카 마코토          | 52′ |     |
|            |   | 후쿠니시 다카시        |     |     |
|            |   | 산토스 알레산드로      | 83′ |     |
|            |   | 이나모토 준이치        |     |     |
|            |   | 오가사와라 미쓰오      |     |     |
|            |   | 스즈키 다카유키        | 46′ |     |
|            |   | 다카하라 나오히로      |     |     |
|            |   | 후지타 도시야          |     |     |
| 교체 선수: |   |                        |     |     |
|            |   | 다마다 게이지          |     | 46′ |
|            |   | 니시 노리히로          |     | 83′ |
| 감독:      |   |                        |     |     |
| 지쿠       |   |                        |     |     |

| GK              | 1  | 올리버 칸 (주장)        |     |     |
|                 |    | 파트리크 오보모옐라     | 34′ |     |
|                 |    | 크리스티안 슐츠         |     |     |
|                 |    | 크리스티안 뵈른스       |     |     |
|                 |    | 페어 메르테자커         |     |     |
|                 | 19 | 베른트 슈나이더         |     | 71′ |
|                 | 15 | 파비안 에른스트         |     | 77′ |
|                 | 13 | 미하엘 발라크           |     |     |
|                 | 11 | 미로슬라프 클로제       |     |     |
|                 | 20 | 루카스 포돌스키         |     | 62′ |
|                 | 14 | 게랄트 아사모아         |     |     |
| 교체 선수:      |    |                         |     |     |
|                 | 7  | 바스티안 슈바인슈타이거 |     | 62′ |
|                 |    | 팀 보로프스키           |     | 71′ |
|                 |    | 마르코 엥엘하트         |     | 77′ |
| 감독:           |    |                         |     |     |
| 위르겐 클린스만 |    |                         |     |     |

## 對 대한민국 (12월 19일, 부산아시아드주경기장)

### 개요
이 경기는 양팀의 3번째 A매치 맞대결이었다. 두 팀의 첫 번째 맞대결은 1994년 FIFA 월드컵 C조 3차전이었다. 당시 독일은 위르겐 클린스만의 멀티골과 카를하인츠 리들레의 추가골을 보태 전반전에만 3 : 0으로 크게 앞서갔다. 그러나 섭씨 40도를 오르내리는 댈러스의 폭염에 평균 연령이 만 31세로 노장 선수들이 주축이었던 독일 선수들이 급격한 체력 저하를 보였고 이 틈에 한국이 급격히 독일을 몰아붙이며 후반 7분, 황선홍의 골과 후반 18분에 터진 홍명보의 골로 맹추격을 했다. 독일은 극단적인 수비와 보도 일그너 골키퍼의 선방으로 겨우겨우 버티며 3 : 2 신승을 거두었다.
두 번째 맞대결은 2002년 FIFA 월드컵 준결승전이었다. 당시 독일은 '녹슨 전차'로 불리며 전력이 약화된 상태였는데 사우디아라비아 - 아일랜드 - 카메룬 - 파라과이 - 미국으로 이어지는 수월한 대진표에 힘입어 4강까지 올랐다. 반면, 한국은 폴란드 - 미국 - 포르투갈 - 이탈리아 - 스페인으로 이어지는 험난한 대진표를 받았고 특히 이탈리아, 스페인과 연장전 및 승부차기를 치르는 악전고투를 벌인 끝에 4강에 올라 체력적으로 많이 지쳐 있었다. 그럼에도 불구하고 대등하게 잘 싸웠으나 끝내 후반 30분, 미하엘 발라크에게 결승골을 허용해 0 : 1로 석패했다. 이 경기는 그 경기 후 2년 반 만에 재회한 것이고 양팀 최초의 친선경기였다.

### 경기 내용
홈팀 한국은 골키퍼 이운재가 골문을 지켰고 박재홍 - 김진규 - 박동혁 스리백 수비 라인이 섰다. 그리고 미드필더 진에는 김동진 - 김상식 - 김두현 - 박규선이 섰으며 공격수로 차두리 - 이동국 - 김동현이 서는 3-4-3 포메이션으로 경기에 나섰다. 원정 팀 독일은 골키퍼 올리버 칸이 골문을 지켰고 수비 라인엔 필리프 람 - 아르네 프리드리히 - 크리스티안 뵈른스 - 안드레아스 힌켈 포백이 섰고 파비안 에른스트 - 바스티안 슈바인슈타이거 - 미하엘 발라크 - 베른트 슈나이더가 중원을 맡았고 최전방 공격수로 미로슬라프 클로제와 케빈 쿠라니가 출격하는 4-4-2 포메이션으로 경기에 나섰다. 경기가 시작되자 초반부터 독일이 기세를 잡으며 주도권을 쥔 채로 경기를 풀어나갔고 한국은 수비를 굳건히 한 후 역습을 노렸다. 전반 초반에 몇 차례 독일이 좋은 슈팅 찬스를 만들었으나 득점으로 연결하지 못했고 한국도 우측 윙어로 출전한 차두리의 활발한 측면 돌파로 기회를 만들었다. 그러던 중 전반 16분, 미하엘 발라크의 패스 미스를 가로챈 김상식이 우측의 이동국에게 패스했고 이동국은 독일 우측 진영을 쇄도한 후 크로스를 올렸으나 독일 수비수 아르네 프리드리히가 헤더로 걷어냈다. 그러나 볼은 김동진의 발 앞에 굴러갔고 김동진은 지체없이 논스톱 왼발 강슛을 날려 선제골을 뽑아냈다. 워낙 기습적인 슈팅이었던지라 2년 전 월드컵에서 야신상을 수상했던 올리버 칸조차도 전혀 방어 자세를 잡지 못하고 속절없이 실점하고 말았다.
뜻밖의 실점으로 1점을 뒤지게 된 독일은 계속해서 공격의 강도를 높이며 한국을 압박해 들어왔다. 한국은 탄탄한 수비 대형을 갖추며 독일의 공격을 잘 방어했다. 그러나 전반 23분, 한국 수비수 박재홍이 페널티 박스 우측 외곽에서 공격에 가담한 독일 수비수 아르네 프리드리히를 향해 거친 태클을 범했고 주심은 독일에 프리킥을 주었다. 그리고 전반 24분, 키커 미하엘 발라크가 깔끔하게 성공시키며 다시 승부는 원점으로 돌아갔다. 미하엘 발라크가 오른발 인프론트로 절묘하게 감아찬 것이 한국 수비벽의 오른쪽 바깥을 살짝 긁으며 그대로 골문 안으로 빨려들어간 것이다. 이후 두 팀은 계속해서 치열한 공방전을 벌였지만 득점은 없었고 전반전은 1 : 1로 끝났다.
후반전 들어 독일은 더욱더 한국을 향한 공세를 높이며 반드시 이 경기를 이기고 가겠다는 의지를 보였고 한국은 이운재 골키퍼의 선방쇼로 1 : 1 스코어를 지켜낸 후 역습으로 득점 기회를 노렸다. 그렇게 후반 25분까지 1 : 1 스코어가 유지되며 계속해서 양 팀 간 팽팽한 접전을 이어갔다. 그리고 후반 26분, 한국의 스로인 찬스에서 스로인을 받은 박규선이 독일 우측 진영에서 얼리 크로스를 올렸다. 이 볼을 교체 투입된 독일의 수비수 파트리크 오보모옐라가 높이 싸움에서 우위를 점하며 헤더로 떨구었는데 이 볼이 그리 멀리 가지 못하며 통통 튀는 것을 이동국이 그대로 몸을 180도 회전하여 그대로 터닝슛을 날렸다. 볼은 그대로 독일 골문 파 포스트 쪽으로 빨랫줄처럼 날아가며 그대로 골문 안으로 들어갔다. 독일 수문장 올리버 칸이 그저 멍하니 바라보며 속수무책으로 실점할 정도로 멋진 골이었다. 이 골로 한국은 다시 2 : 1로 앞서갔다.
다시 1점 차로 뒤지게 된 독일은 다시 한 번 라인을 올려서 공격을 퍼부었다. 한국은 계속해서 수비로 버티며 역습 찬스를 노렸다. 그러던 중 후반 39분, 독일의 필리프 람이 페널티 박스 좌측 외곽에서 크로스를 올렸는데 한국 수비수 박재홍이 게랄트 아사모아와 볼 경합을 하다 팔을 뻗었고 그 볼이 손에 맞으며 핸드볼 파울을 범했다. 주심은 곧바로 페널티 킥을 선언했다. 독일로서는 결정적인 동점골 득점 기회가 온 셈이었다. 키커로는 전반전에 프리킥으로 득점을 올렸던 미하엘 발라크가 나섰다. 골키퍼 이운재는 페인트 모션으로 왼쪽으로 나는 척하며 발라크가 자신의 오른쪽으로 차도록 유도했고 그대로 발라크가 속아 넘어가며 자신의 오른쪽으로 차자 곧바로 오른쪽으로 몸을 날려 멋지게 선방했다. 독일은 동점골을 넣을 결정적인 기회를 놓치고 말았다. 그리고 후반 42분, 독일의 코너킥 찬스가 무위로 돌아간 후 곧바로 한국의 역습으로 이어졌다. 독일 좌측 진영을 쇄도하던 남궁도가 곧바로 대지를 가로지르는 크로스로 반대편의 차두리에게 볼을 건넸고 차두리는 독일 페널티 박스로 쇄도한 뒤 중앙의 조재진에게 패스했다. 올리버 칸 골키퍼가 차두리가 슈팅할 것으로 예상하고 각도를 줄여 선방하려 했으나 차두리가 한 발 먼저 영리하게 조재진에게 패스를 넣었고 패스를 받은 조재진이 그대로 빈 골문에 여유롭게 꽂아넣으며 3 : 1로 스코어를 벌렸다.
이후 독일은 계속해서 득점을 노리며 공격을 퍼부었지만 결국 득점에 실패했고 그대로 경기가 종료되며 모든 이의 예상을 깨고 대한민국이 독일을 상대로 3 : 1 승리를 거두었다. 아시아 팀이 A매치에서 독일을 상대로 승리를 거둔 것은 이것이 처음이었다. 그리고 현 요아힘 뢰프 독일 축구 국가대표팀 감독이 당시 독일 대표팀 수석코치로서 이 경기에 참석했었다. 이 때 한국에 1 : 3으로 패배한 후 13년 반이 지나 이번엔 월드컵 무대에서 한국과 독일이 다시 만나 러시아의 카잔에서 경기를 치렀다. 이 때 수석코치였던 요아힘 뢰프는 2006년에 독일 대표팀 감독이 되어, 2018년 FIFA 월드컵에서 한국과 겨루게 되었다. 그리고 이 경기에서도 한국에 0 : 2로 패배하며 요아힘 뢰프는 한국과 치른 2번의 A매치에서 모두 패배를 기록하고 말았다.

### 상세 정보
| 대한민국                             | 3 - 1           | 독일       |
| ------------------------------------ | --------------- | ---------- |
| 김동진 16′ · 이동국 71′ · 조재진 87′ | 리포트 (독일어) | 발라크 24′ |

| 대한민국 | 독일 |

| GK          | 1  | 이운재 (주장) |  | 89′ |
| CB          | 3  | 박재홍        |  |     |
| CB          | 5  | 김진규        |  |     |
| CB          | 23 | 박동혁        |  |     |
| LM          | 13 | 김동진        |  |     |
| CM          | 8  | 김두현        |  | 45′ |
| CM          | 14 | 김상식 59′    |  |     |
| RM          | 12 | 박규선        |  | 90′ |
| CF          | 11 | 차두리        |  |     |
| CF          | 20 | 이동국        |  | 81′ |
| CF          | 21 | 김동현        |  | 62′ |
| 교체 선수:  |    |               |  |     |
| GK          | 31 | 김영광        |  | 89′ |
| MF          | 15 | 김정우        |  | 45′ |
| FW          | 19 | 남궁도        |  | 62′ |
| FW          | 18 | 조재진        |  | 81′ |
| MF          | 18 | 유경렬        |  | 90′ |
| 감독:       |    |               |  |     |
| 조 본프레레 |    |               |  |     |

| GK              | 1  | 올리버 칸 (주장)        |  |     |
| LB              | 21 | 필리프 람               |  |     |
| CB              | 3  | 아르네 프리드리히       |  |     |
| CB              | 4  | 크리스티안 뵈른스       |  | 86′ |
| RB              | 2  | 안드레아스 힌켈         |  | 46′ |
| CM              | 7  | 바스티안 슈바인슈타이거 |  | 62′ |
| CM              | 13 | 미하엘 발라크           |  |     |
| LM              | 15 | 파비안 에른스트         |  |     |
| RM              | 19 | 베른트 슈나이더         |  |     |
| CF              | 11 | 미로슬라프 클로제       |  |     |
| CF              | 22 | 케빈 쿠라니             |  | 75′ |
| 교체 선수:      |    |                         |  |     |
| CB              | 8  | 파트리크 오보모옐라     |  | 46′ |
| CB              | 9  | 토마스 브르더라치       |  | 86′ |
| MF              | 20 | 루카스 포돌스키         |  | 62′ |
| FW              | 14 | 게랄트 아사모아         |  | 75′ |
| 감독:           |    |                         |  |     |
| 위르겐 클린스만 |    |                         |  |     |

## 對 태국 (12월 21일, 라차망칼라 스타디움)

### 경기 내용
독일은 주전 선수들을 대거 빼고 그 동안 경기에 나서지 못했던 후보 선수들 위주로 기용하였다. 그 전 2경기 동안 골문을 지켰던 수문장 올리버 칸이 휴식을 취하고 후보 골키퍼인 티모 힐데브란트가 대신 수문장으로 나섰다. 수비 라인엔 필립 람 - 페어 메르테자커 - 아르네 프리드리히 - 안드레아스 힌켈이 포백 수비를 구성했고 마르코 앙겔하르트 - 팀 보로프스키 - 바스티안 슈바인슈타이거 - 토마스 브라더리치가 2선에 그리고 케빈 쿠라니와 게랄트 아사모아 투 톱이 나서는 4-4-2 형태로 나섰다. 경기는 예상대로 일방적으로 진행되었다. 전반 34분과 38분에 케빈 쿠라니가 연달아 2골을 터뜨리며 일찌감치 2 : 0으로 앞서갔다. 하지만 태국도 그냥 물러서진 않았다. 후반 12분에 사라윳 차이캄디가 1골을 만회해 점수를 2 : 1로 좁혔다. 그러나 후반전에 교체 투입된 루카스 포돌스키가 후반 28분에 쐐기골을 터뜨리며 3 : 1로 다시 점수를 벌렸고 후반 39분에 게랄트 아사모아가 다시 1골을 터뜨려 4 : 1로 점수 차를 3점으로 더 벌렸다. 그리고 후반 44분에 다시 한 번 루카스 포돌스키가 1골을 더 뽑아내며 5 : 1로 독일이 대승을 거두었다. 하지만 태국 역시 전력 차에도 불구하고 최선을 다해 싸웠으며 독일을 상대로 1골을 뽑아내는 저력을 발휘했다.

### 상세 정보
| 태국         | 1 - 5           | 독일                                               |
| ------------ | --------------- | -------------------------------------------------- |
| 차이캄디 57′ | 리포트 (독일어) | 쿠라니 34′, 38′ · 포돌스키 73′, 89′ · 아사모아 84′ |

## 같이 보기
- 대한민국 대 독일 (2018년 FIFA 월드컵)

### 참고주
1. ↑  “푈러, 독일 감독직 사퇴”. 《네이버 뉴스》 (MBC SPORTS+). 2004년 6월 24일. 2020년 4월 12일에 확인함.